# Шимчук, Вячеслав Фёдорович
Вячеслав Фёдорович Шимчук (укр. В'ячеслав Федорович Шимчук, позывной — Дед; 11 ноября 1973, Харьков — 26 июля 2024, Липцы) — украинский военнослужащий, младший сержант, участник российско-украинской войны. Герой Украины (2025, посмертно).

## Биография
Вячеслав Шимчук был мастером спорта Украины и членом национальной сборной по спортивному ориентированию. С началом полномасштабного вторжения России в Украину он вступил в ряды 13-й бригады оперативного назначения Национальной гвардии Украины «Хартия» в качестве разведчика. Принимал участие в боях за Бахмут, в Серебрянском лесу и на севере Харьковской области. Погиб 26 июля 2024 года в районе села Липцы Харьковской области.

## Награды
- Звание «Герой Украины» с удостоением ордена «Золотая Звезда» (26 февраля 2025, посмертно) — за личное мужество и героизм, проявленные в защите государственного суверенитета и территориальной целостности Украины, верность военной присяге[3].
- Медаль «Защитнику Отчизны» (14 марта 2023) — за личное мужество и самоотверженные действия, проявленные в защите государственного суверенитета и территориальной целостности Украины[4].